# Кале (Матера)
Кале (итал. Calle) је насеље у Италији у округу Матера, региону Базиликата.
Према процени из 2011. у насељу је живело 38 становника. Насеље се налази на надморској висини од 343 м.